# Henrik Clausen
Henrik Clausen (født 3. maj 1971) er en dansk fodboldtræner. Han fik UEFA Pro licens i 2010. Han var træner for Odense Boldklubs Superligahold fra 7. november 2010 til 26. marts 2012.  I 2011 vandt Odense Boldklub sølv efter FCK og kvalificerede sig til Europa League efter sejr over Panathinaikos i CHL kvalifikationen samt et samlet nederlag til Villareal i afgørende play-off kamp til Champions League. Han indstillede sin aktive karriere i 1988 som 17-årig pga. en skade . Han begyndte som træner i 1989, og har været træner i OB det meste af sin tidlige karriere. Han har en universitetsgrad i kemi, fysik og idræt og har undervist i gymnasiet (Borupgaard, Kolding og Midtfyns Gymnasier) i perioder fra 2001-2008. 
Efter sit engagement  i barndomsklubben OB blev Henrik Clausen ansat i DBU og var ansvarlig for U18(2013-2015), U21-assistent (2014-2016), U19(2016-2020). Desuden var han ansvarlig for DBUs UEFA Pro Uddannelse i 2016-17.
I 2020-2021 var Henrik Clausen ansvarlig for akademiet i FK Haugesund(Norge), inden han vendte tilbage til Danmark i 2022 og blev Head of Coaching i HB Køge. 
I Oktober 2022 blev Henrik Clausen Chef for DBU Træneruddannelse, med ansvaret for samtlige UEFA licenser samt DBUs egne uddannelser og uddannelsesforløbet Læring og Ledelse som blev startet i efteråret 2024.

## Eksterne Henvisninger
- Henrik Clausens spillerprofil på Transfermarkt (engelsk)
- Henrik Clausens trænerprofil på Transfermarkt (engelsk)
- Henrik Clausens profil hos FootballDatabase.eu (engelsk) 
https://www.dr.dk/sporten/fodbold/hoej-faglighed-og-kulturel-tilpasning-baner-vejen-danske-traenere-i-udlandet[1]

https://podcasts.apple.com/dk/podcast/dansk-tr%C3%A6nersucess-i-udlandet-med-jonathan-hartmann/id1610981018?i=1000655744962
1. ↑  DR Podcast